# 徳永暢三
徳永 暢三（とくなが しょうぞう、1930年11月12日 - ）は、日本のアメリカ文学者、翻訳家。大妻女子大学名誉教授。
新潟県生まれ。東京高等師範学校卒業。フルブライト交換教員としてサンフランシスコ州立大学に留学。日本大学助教授、和光大学教授、筑波大学教授、大妻女子大学教授を歴任。1971年から1972年までカナダのブリティッシュコロンビア大学講師（英訳日本文学担当）。
英米の詩の研究・翻訳をおこなう。徳永 昭三名義の翻訳もある。

## 著書
- 『ロバート・ローウェル』（研究社） 1970
- 『ことばの戦ぎ アメリカ現代詩』（中教出版） 1979.10
- 『アメリカ現代詩と無』（英潮社新社） 1990.5
- 『T・S・エリオット』（清水書院） 1992.2、のち新装版 2014 (Century books)
- 『ウォルコットとヒーニー ノーベル賞詩人を読む』（彩流社） 1998.3

## 共編著
- 『重要問題英文解釈の手びき』（鈴木進、中央図書出版社） 1965.4
- 『詩人の声 現代英詩の鑑賞的分析』（ジェイムズ・カーカップ、研究社出版） 1967
- 『英米文学の新視点』（編、英潮社出版） 1976
- 『アメリカ文学思潮史 社会と文学』【増補版】（福田陸太郎,岩元巌共編著、沖積舎） 1999.12

## 翻訳
- 『あなたも有能な指導者になれる』（P・J・カルセム、徳永昭三名義訳、ダイヤモンド社） 1956
- 『働きよい職場をつくる法』（A・R・ラテーナー、徳永昭三名義訳、ダイヤモンド社） 1957
- 『人の扱い方とグループのまとめ方』（ドナルド・A・レアード,エリノア・C・レアード共著、徳永昭三名義訳、ダイヤモンド社） 1958
- 『にっぽんの印象 「角立つ島々」の日記』（ジェイムズ・カーカップ、速川浩共訳、南雲堂） 1964
- 『扇をすてた日本』（ジェイムズ・カーカップ、速川浩共訳、南雲堂） 1966
- 『いつまでも幸せに』（レノルズ・プライス、冨山房、現代アメリカ文学選） 1970
- 『モズビーの思い出』（ソール・ベロー、新潮社） 1970
- 『エアリアル』（シルヴィア・プラス、構造社） 1971
- 『終りを待ちながら』（レスリー・A・フィードラー、井上謙治共訳、新潮社、アメリカ文学の原型2） 1972
- 『カーカップの英文学再見』（ジェイムズ・カーカップ、大修館書店） 1980.5
- 『シルヴィア・プラス詩集』（シルヴィア・プラス、小沢書店、双書・20世紀の詩人） 1993.3
- 『デレック・ウォルコット詩集』（デレック・ウォルコット、小沢書店、双書・20世紀の詩人） 1994.7
- 『シルヴィア・プラス』（ロナルド・ヘイマン、飯野友幸共訳、彩樹社） 1995.10
- 『ディラン・トマス書簡集』（ディラン・トマス、太田直也共訳、東洋書林） 2010.4

### スティーブン・スペンダー
- 『スペンダー全詩集』（スティーブン・スペンダー、思潮社） 1967
- 『スペンダー評論集』（スティーブン・スペンダー、福田陸太郎共訳、英潮社） 1968
- 『叛逆者たちの年』（スティーブン・スペンダー、晶文社） 1970
- 『一篇の詩ができるまで』（スティーブン・スペンダー、荒地出版社） 1970
- 『イギリスとアメリカ 愛憎の関係』（スティーブン・スペンダー、研究社出版） 1976
- 『スティーヴン・スペンダー日記』（彩流社） 2002.7